# Hyllisia leucosuturata
Hyllisia leucosuturata är en skalbaggsart som beskrevs av Hunt och Stefan von Breuning 1957. Hyllisia leucosuturata ingår i släktet Hyllisia och familjen långhorningar.
Artens utbredningsområde är Swaziland. Inga underarter finns listade i Catalogue of Life.